# Fredericus Anna Jentink

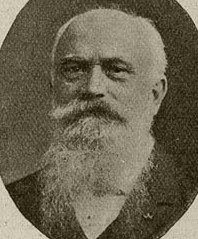
Fredericus Anna Jentink.

Fredericus Anna Jentink (Wymbritseradeel, 20 de agosto de 1844 — Leiden, 4 de novembro de 1913) foi um zoólogo neerlandês.